# Concepción Gutiérrez del Castillo
María Concepción Gutiérrez del Castillo, née le 5 février 1954 à Linares, est une femme politique espagnole membre du Parti socialiste ouvrier espagnol (PSOE). 

## Les débuts
Concepción Gutiérrez del Castillo est licenciée en droit de l'Université Complutense de Madrid. Fonctionnaire d'État, elle appartient au Corps supérieur d'Inspection du Travail et de la Sécurité sociale. Entre 1984 et 1986, elle exerce à l'ambassade d'Espagne au Canada en qualité de conseillère pour les questions relatives au Travail. Elle occupe entre 1986 et 1990 les fonctions de directrice générale (chef de cabinet) du ministère du Travail, à l'époque où celui-ci est dirigé par Manuel Chaves, dont elle est proche.

## Fonctions au sein de la Junte d'Andalousie
Entrée tôt en politique, elle adhère au PSOE tout en intégrant le syndicat UGT, proche du parti socialiste. Elle a par la suite exercé des fonctions au sein du Conseil de gouvernement d'Andalousie. Ainsi, entre 1990 et 1994, elle est conseillère à la Présidence. De 2000 à 2008, elle prend les rênes du département des Travaux publics. À ce poste qu'elle a occupé pendant huit ans, elle s'est distinguée en régulant l'achat des logements de protection officielle, et en faisant adopter le plan d'aménagement du territoire andalou. Elle gère également la situation provoquée par une enquête de justice. Celle-ci porte sur un réseau de corruption liée à l'urbanisme au sein de la mairie de Marbella, dirigée par Jesús Gil. Elle décide alors de retirer les compétences d'urbanisme à la municipalité, et engage une série de procédures contre cette dernière pour enfreinte au droit de l'urbanisme . Entre ces deux périodes au gouvernement andalou, elle est déléguée à Bruxelles pour représenter la Junta de Andalucía auprès de l'Union européenne.

## Au Congrès des députés
Candidate à la députation, elle est élue députée de la province de Jaén en 2008, et entre ainsi pour la première fois au Congrès des députés. Au sein de la chambre, elle siège dans différentes commissions : commission de l'Intérieur, commission mixte pour l'Union européenne et commission du Travail et de l'Immigration, dont elle est le porte-parole. Elle est par ailleurs rattachée à d'autres commissions parlementaires, sans droit de vote (Budget, Industrie…). Elle est également membre suppléant de la députation permanente.
Le 17 avril 2009, elle a été nommée secrétaire d'État aux Transports du ministère de l'Équipement.